# Institut français de Saragosse
L’Institut français de Saragosse a été créé en 1919 et constitue l'une des plus anciennes institutions de la ville.

## Présentation
Depuis 1945, l'établissement dépend du Ministère des Affaires étrangères français et fait partie du réseau culturel français à l'étranger. Il est aujourd'hui autonome et est situé sur le Paseo Sagasta, à proximité du centre de Saragosse.
Il a pour finalité l'enseignement de la langue française, la diffusion et l'échange culturel ainsi que la participation à la coopération linguistique et culturelle entre la France et l’Espagne. L'Institut dispense ainsi des cours de français, dans les locaux de l'Institut, mais également en entreprises.
Il est également centre officiel de passation des examens DELF et DALF.
Il met en outre à la disposition de tous les publics une bibliothèque-médiathèque regroupant plus de 8000 documents en français, consultables sur place ou à domicile.
Sur le plan culturel, l'Institut français soutient les événements culturels espagnols et diffuse la création française (arts plastiques, musique, danse, cinéma, littérature...) auprès d'un large public, en partenariat avec des institutions culturelles locales.